# Прудянский поселковый совет
Прудя́нский поселко́вый сове́т — входит в состав Дергачёвского района Харьковской области Украины.
Административный центр поселкового совета находится в пгт Прудянка.

## История
- 1920-е(?) — дата образования сельского Совета депутатов трудящихся в составе … волости Харьковского уезда Харьковской губернии Украинской Советской Социалистической Республики.
- С марта 1923 года до сентября 1930 — в составе Харьковского округа, с 1932 — Харьковской области УССР.
- Входил в Деркачёвский район Харьковской области. В период, когда Деркачёвский район был упразднён, сельсовет входил в Харьковский район.
- 1939 — дата реорганизации сельсовета в поселковый совет одновременно с присвоением статуса посёлок.
- После 17 июля 2020 года в рамках административно-территориальной реформы по новому делению Харьковской области[2][3] данный поссовет и весь Дергачёвский район Харьковской области был ликвидирован; входящие в него населённые пункты и его территории были присоединены к Харьковскому району области.
- Поссовет просуществовал 61 год.

## Населённые пункты совета
- пгт Прудя́нка
- село Цу́повка
- село Шапова́ловка

### Ликвидированные населённые пункты
- село Чайковка